# Zhou Dongyu
Zhou Dongyu (chinês:周冬雨; Zhou Dongyu, nasceu a 31 de janeiro de 1992, China) é uma atriz, estudante e modelo chinesa.

## Biografia
Ganhou reconhecimento depois de participar no filme de Zhang Yimou, The Love of the Hawthorn Tree em 2010. Esse havia sido o seu primeiro papel enquanto atriz que viria a ser o início de uma carreira profissional posteriormente. A atriz é originária da cidade de Shijiazhuang, capital da província de Hebei, República Popular da China.

## Filmografia
| Ano  | Título                               | Papel                | Lançamento           |
| 2010 | Under the Hawthorn Tree (山楂树之恋) | Jingqiu (静秋)       | 16 de setembro, 2010 |
| 2011 | The Road Of Exploring (湘江北去)     | Yang Kaihui (杨开慧) | 10 de junho, 2011    |
| 2011 | Fallen Tears (倾城之泪)              | (给力妹)             | 24 de dezembro, 2011 |
| 2011 | Summer Love (戀夏戀夏戀戀下)         | (Cameo)              | 25 de agosto, 2011   |
| 2012 | His Kingdom (他的国)                 | Nabi                 | TBA, 2012            |
| 2012 | Miao Shan and the Minotaur           |                      |                      |